# Jan Jacob Wichers
Pour les articles homonymes, voir Wichers.
Jan Jacob Wichers (1894-1983) était un officier de la marine royale néerlandaise. Il était versé dans la sous-marinade.

## Inventions
Connu pour avoir, en 1936, inventé et développé le schnorchel. Il s'agit d'un dispositif tubulaire amovible permettant à un sous-marin à propulsion classique de renouveler son  atmosphère en immersion. Des prototypes de cette invention seront développés sur les sous-marins O19 et O20 de la marine néerlandaise. Le dispositif sera considéré comme abouti sur  le O21 en février 1939. La dotation de l'ensemble des sous-marins néerlandais commence. Cependant, le dispositif ne sera pas pleinement exploité. Il laisse craindre aux  capitaines des problèmes de sécurité. Ce sont les ingénieurs allemands qui lui donneront un fort niveau opérationnel en lui adjoignant un clapet de sécurité.